# Charleston (Mississippi)
Charleston é uma cidade localizada no estado estadunidense de Mississippi, no Condado de Tallahatchie.

## Demografia
Segundo o censo americano de 2000, a sua população era de 2198 habitantes.
Em 2006, foi estimada uma população de 1993, um decréscimo de 205 (-9.3%).

## Geografia
De acordo com o United States Census Bureau tem uma área de
3,5 km², dos quais 3,5 km² cobertos por terra e 0,0 km² cobertos por água. Charleston localiza-se a aproximadamente 69 m acima do nível do mar.

## Localidades na vizinhança
O diagrama seguinte representa as localidades num raio de 28 km ao redor de Charleston.